# Shane Wright
Shane Wright, född 5 januari 2004 i Burlington i Kanada, är en kanadensisk professionell ishockeyforward som spelar för Seattle Kraken i National Hockey League (NHL). Wright draftades av Kraken i första rundan i 2022 års draft som fjärde spelare totalt.
Internationellt har Wright vunnit U18-VM guld med Kanada 2021. 

## Karriär

### Kingston Frontenacs
Shane Wright är en högerfattade center som är född och uppvuxen i Burlington i Ontario. Han debuterade för Kingston Frontenacs i juniorligan OHL som 15-åring. Detta efter att han tilldelats så kallad "exceptional status", vilket innebar att man efter en väldigt noggrann utvärderingsprocess får tillåtelse att kliva in i ligan ett år tidigare än normalt. Det är en status som bland annat spelare som John Tavares, Aaron Ekblad och Connor McDavid tilldelats tidigare.
Under sin rookiesäsong gjorde Wright succé direkt. Han noterade för 39 mål och gjorde 66 poäng på 58 matcher. För det fick han pris som årets rookie i både OHL och CHL, paraplyorganisationen som även innefattar QMJHL och WHL.
Säsongen 2020/21 förstördes till viss del av Covid-19-pandemin. OHL ställde in sin verksamhet helt och hållet och Wright fick därmed inte den matchning han hade hoppats på. Men det hindrade honom inte från att vara dominant på U18-VM i Texas. Som underårig kanadensisk kapten stod han för nio mål och 14 poäng på fem matcher, och kammade även hem guldet. Detta trots att han både drabbades av streptokocker och en fotskada under turneringens gång.
Wright återvände till Frontenacs för säsongen 2021/22. Den 8 oktober 2021 utsågs han till lagkapten, vilket gjorde honom till den yngsta kaptenen i OHL:s historia. Förväntningarna var höga baserat på hans rookiesäsong, hans prestation internationellt och som topptippad i den kommande NHL-draften, men säsongen började med bara 22 poäng på 19 matcher under de första två månader. Wright avslutade grundserien med 32 mål och 62 assist då Frontenacs kvalificerade sig till OHL-slutspelet och ställdes mot Oshawa Generals i den första omgången. Wright gjorde det serievinnande målet i övertid i match 6 för att därmed skicka ut Generals ur slutspelet och kvalificera sig till andra omgången. Frontenacs åkte dock ut mot North Bay Battalion i den andra omgången, vilket avslutade hans säsong.

### Seattle Kraken
Wright var under en längre tid tippad att gå som nummer ett i den kommande NHL draften, men i mitten av säsongen 2021/22 började många scouter att peta ner honom från draft-rankingen. Montreal Canadiens var den organisation som skulle välja spelare först. Deras general manager, Kent Hughes, bekräftade dagarna innan att valet stod mellan Wright, Juraj Slafkovský och Logan Cooley. Till slut valde Canadiens Slafkovský, New Jersey Devils valde Šimon Nemec som tvåa och Arizona Coyotes valde Cooley som trea, vilket gav Seattle möjligheten att drafta Wright med det fjärde valet, vilket man även gjorde.
Den 13 maj 2022, knappt en vecka efter att han draftades, skrev Wright på ett treårigt ingångskontrakt med Kraken värt 950 000 $.

## Spelstil
Shane Wright beskrivs som en framtida toppcenter i NHL. Han har näsa för målet och är väldigt ambitiös, mogen och driven för sin ålder.

## Statistik

### Grundserie och slutspel
| 2019/20    | Kingston Frontenacs | OHL        | 58  | 39 | 27 | 66  | 10 | ―  | ― | ―  | ―  | ― |
| 2021/22    | Kingston Frontenacs | OHL        | 63  | 32 | 62 | 94  | 22 | 11 | 3 | 11 | 14 | 0 |
| OHL totals | OHL totals          | OHL totals | 121 | 71 | 89 | 160 | 32 | 11 | 3 | 11 | 14 | 0 |

### Internationellt
| År            | Lag           | Nivå          | Resultat      |    | GP | G | A  | Pts | PIM |
| ------------- | ------------- | ------------- | ------------- | -- | -- | - | -- | --- | --- |
| 2019          | Kanada Black  | U17           | 8th           | 5  | 4  | 3 | 7  | 14  |     |
| 2021          | Kanada        | U18           | Guld          | 5  | 9  | 5 | 14 | 2   |     |
| Junior totals | Junior totals | Junior totals | Junior totals | 10 | 13 | 8 | 21 | 16  |     |